# Pteracantha fasciata
Pteracantha fasciata là một loài bọ cánh cứng trong họ Cerambycidae.